# 新義州市
新義州市（신의주시、シニジュし）は朝鮮民主主義人民共和国の平安北道の道都。鴨緑江を挟んで中華人民共和国丹東市と向かい合う国境の街である。人口は約29万人。鴨緑江には中朝友好橋が架かり、中朝交通の要衝となっている。
なお、新義州特別行政区に関しては該当記事を参照のこと。

## 地理
西は黄海に面し、東北に義州郡、東に枇峴郡、南は龍川郡と接する。
北は鴨緑江を挟み中華人民共和国遼寧省丹東市と向かい合う。

### 気候
気候は寒冷で1月の平均気温は-6.6度。8月の平均気温は24.2度である。

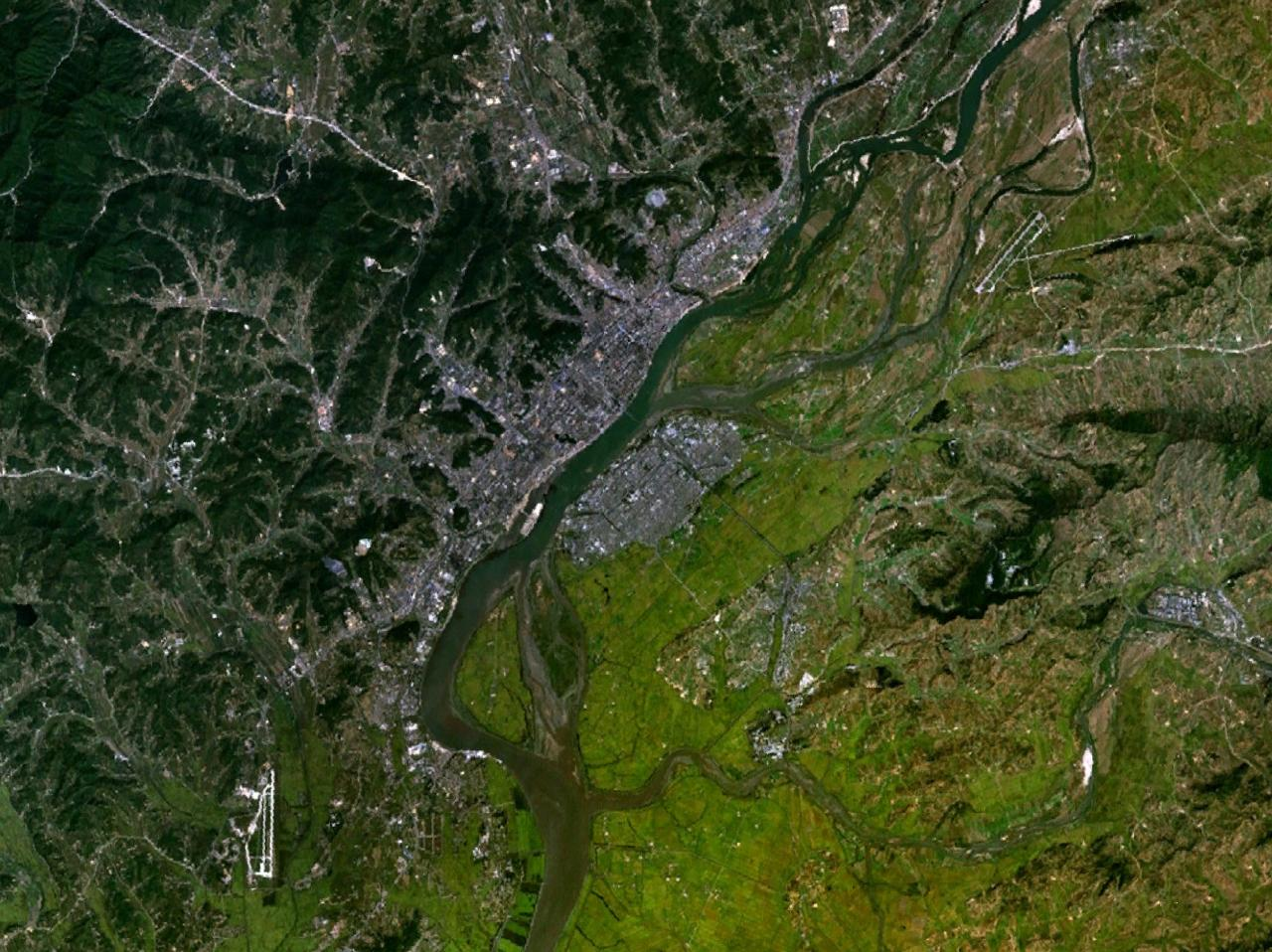
新義州の衛星写真　鴨緑江に沿って丹東に向かい合うようにある市街地が新義州

| 新義州(1981〜2010)の気候 | 新義州(1981〜2010)の気候 | 新義州(1981〜2010)の気候 | 新義州(1981〜2010)の気候 | 新義州(1981〜2010)の気候 | 新義州(1981〜2010)の気候 | 新義州(1981〜2010)の気候 | 新義州(1981〜2010)の気候 | 新義州(1981〜2010)の気候 | 新義州(1981〜2010)の気候 | 新義州(1981〜2010)の気候 | 新義州(1981〜2010)の気候 | 新義州(1981〜2010)の気候 | 新義州(1981〜2010)の気候 |
| 月                       | 1月                      | 2月                      | 3月                      | 4月                      | 5月                      | 6月                      | 7月                      | 8月                      | 9月                      | 10月                     | 11月                     | 12月                     | 年                       |
| ------------------------ | ------------------------ | ------------------------ | ------------------------ | ------------------------ | ------------------------ | ------------------------ | ------------------------ | ------------------------ | ------------------------ | ------------------------ | ------------------------ | ------------------------ | ------------------------ |
| 日平均気温 °C （°F）     | −6.6 (20.1)              | −3.1 (26.4)              | 2.9 (37.2)               | 9.8 (49.6)               | 15.4 (59.7)              | 20.3 (68.5)              | 23.5 (74.3)              | 24.2 (75.6)              | 19.0 (66.2)              | 12.2 (54)                | 3.6 (38.5)               | −4.1 (24.6)              | 9.76 (49.56)             |
| 降水量 mm （inch）       | 15.9 (0.626)             | 15.3 (0.602)             | 26.0 (1.024)             | 55.3 (2.177)             | 87.1 (3.429)             | 134.3 (5.287)            | 297.2 (11.701)           | 258.8 (10.189)           | 113.2 (4.457)            | 55.4 (2.181)             | 33.3 (1.311)             | 13.6 (0.535)             | 1,105.4 (43.519)         |
| 出典：気象庁             |                          |                          |                          |                          |                          |                          |                          |                          |                          |                          |                          |                          |                          |

| 新義州 1961 - 1990年平均の気候           | 新義州 1961 - 1990年平均の気候 | 新義州 1961 - 1990年平均の気候 | 新義州 1961 - 1990年平均の気候 | 新義州 1961 - 1990年平均の気候 | 新義州 1961 - 1990年平均の気候 | 新義州 1961 - 1990年平均の気候 | 新義州 1961 - 1990年平均の気候 | 新義州 1961 - 1990年平均の気候 | 新義州 1961 - 1990年平均の気候 | 新義州 1961 - 1990年平均の気候 | 新義州 1961 - 1990年平均の気候 | 新義州 1961 - 1990年平均の気候 | 新義州 1961 - 1990年平均の気候 |
| 月                                       | 1月                            | 2月                            | 3月                            | 4月                            | 5月                            | 6月                            | 7月                            | 8月                            | 9月                            | 10月                           | 11月                           | 12月                           | 年                             |
| ---------------------------------------- | ------------------------------ | ------------------------------ | ------------------------------ | ------------------------------ | ------------------------------ | ------------------------------ | ------------------------------ | ------------------------------ | ------------------------------ | ------------------------------ | ------------------------------ | ------------------------------ | ------------------------------ |
| 日平均気温 °C （°F）                     | −8.6 (16.5)                    | −5.2 (22.6)                    | 1.4 (34.5)                     | 8.9 (48)                       | 15.0 (59)                      | 19.8 (67.6)                    | 23.7 (74.7)                    | 24.0 (75.2)                    | 18.4 (65.1)                    | 11.4 (52.5)                    | 2.6 (36.7)                     | −5.4 (22.3)                    | 8.83 (47.89)                   |
| 出典：World Climate Sinuiju, North Korea |                                |                                |                                |                                |                                |                                |                                |                                |                                |                                |                                |                                |                                |

## 行政区画
49洞・9里を管轄する。
| - 改革洞（ケヒョクトン） - 古城洞（コソンドン） - 関門洞（クァンムンドン） - 槿花洞（クヌァドン） - 南敏洞（ナンミンドン） - 南上洞（ナムサンドン） - 南西洞（ナムソドン） - 南松洞（ナムソンドン） - 南中洞（ナムジュンドン） - 南下洞（ナマドン） - 東上洞（トンサンドン） - 東中洞（トンジュンドン） - 東下洞（トンハドン） - 楽園一洞（ラグォニルトン） - 楽園二洞（ラグォニドン） - 楽清一洞（ラクチョンイルトン） - 楽清二洞（ラクチョンイドン） - 蓮上一洞（リョンサンイルトン） - 蓮上二洞（リョンサンイドン） | - 柳上一洞（リュサンイルトン） - 柳上二洞（リュサンイドン） - 麻田洞（マジョンドン） - 敏浦洞（ミンポドン） - 紡織洞（パンジクトン） - 白砂洞（ペクサドン） - 白雲洞（ペグンドン） - 白土洞（ペクトドン） - 本府洞（ポンブドン） - 石下一洞（ソカイルトン） - 石下二洞（ソカイドン） - 仙上洞（ソンサンドン） - 送鷴洞（ソンハンドン） - 水門洞（スムンドン） - 新南洞（シンナムドン） - 新元洞（シヌォンドン） - 新浦洞（シンポドン） - 鴨江洞（アプカンドン） - 駅前洞（ヨクチョンドン） | - 煙下洞（ヨナドン） - 五一洞（オイルトン） - 瓦耳洞（ワイドン） - 彩霞洞（チェハドン） - 青松洞（チョンソンドン） - 親善一洞（チンソニルトン） - 親善二洞（チンソニドン） - 平和洞（ピョンファドン） - 豊西一洞（プンソイルトン） - 豊西二洞（プンソイドン） - 解放洞（ヘバンドン） - 多智里（タジリ） - 柳草里（リュチョリ） - 三橋里（サムギョリ） - 三龍里（サムニョンニ） - 上端里（サンダンニ） - 城西里（ソンソリ） - 中斉里（チュンジェリ） - 土城里（トソンニ） - 下端里（ハダンニ） |

## 歴史
地名は名前の通り新義州は新しい義州で、1906年に京義線が開通した際に建設された新義州駅を中心として発達した町である。1911年には鴨緑江鉄橋が開通し、対岸の中国・安東県（現：丹東市）と結ばれた。1921年に、義州にあった平安北道の道庁が新義州に移転した。
朝鮮戦争では数回の空爆で破壊されたが復興した。
2002年、市域の一部が新義州特別行政区に指定されたが、目立った成果はない。

### 年表
この節の出典
- 1905年 - 京義線が開通。
- 1906年 - 新義州理事庁が置かれる。
- 1911年 - 鴨緑江鉄橋が開通。
- 1914年 - 新義州府となる。
- 1914年4月1日 - 郡面併合により、旧平安北道義州府の中心部(光城面の一部)を新義州府として指定する。旧義州府の農村部が義州郡となる。
- 1921年 - 平安北道庁が新義州に移転する。
- 1929年4月1日 - 義州郡光城面・古城面の各一部を編入。
- 1941年4月1日 - 義州郡光城面および古津面・古城面の各一部、龍川郡楊光面・楊下面の各一部を編入。
- 1947年 - 新義州府が新義州市に改称。
- 1952年12月 - 郡面里統廃合により、平安北道新義州市の一部地域をもって、新義州市を設置。新義州市に以下の洞・里が成立。(1洞39里)
  - 本府里・新元里・道西里・関門里・白雲里・鴨江里・白砂里・青松里・雪竹里・彩霞里・槿花里・寒梅里・南上里・敏先里・解放里・弥勒洞・南松里・改革里・平和里・敏浦里・南中里・新南里・南下里・新浦里・無水里・紡績里・製紙里・南敏里・麻田里・東上里・東中里・東下里・東面里・柳草里・白土里・柳下里・柳上里・送鷴里・石下里・塔里
- 1954年 (1洞31里)
  - 麻田里の一部が分立し、新豊里が発足。
  - 南敏里・送鷴里・柳下里・石下里・柳上里・塔里・麻田里・白土里・柳草里が新設の光城郡に編入。
- 1955年 (32洞)
  - 寒梅里が寒梅洞に昇格。
  - 雪竹里が雪竹洞に昇格。
  - 白砂里が白砂洞に昇格。
  - 槿花里が槿花洞に昇格。
  - 彩霞里が彩霞洞に昇格。
  - 南中里が南中洞に昇格。
  - 南上里が南上洞に昇格。
  - 白雲里が白雲洞に昇格。
  - 敏先里が敏先洞に昇格。
  - 改革里が改革洞に昇格。
  - 南松里が南松洞に昇格。
  - 新南里が新南洞に昇格。
  - 南下里が南下洞に昇格。
  - 解放里が解放洞に昇格。
  - 平和里が平和洞に昇格。
  - 新浦里が新浦洞に昇格。
  - 敏浦里が敏浦洞に昇格。
  - 無水里が無水洞に昇格。
  - 紡績里が紡績洞に昇格。
  - 製紙里が製紙洞に昇格。
  - 東下里が東下洞に昇格。
  - 東中里が東中洞に昇格。
  - 東上里が東上洞に昇格。
  - 東面里が東面洞に昇格。
  - 青松里が青松洞に昇格。
  - 本府里が本府洞に昇格。
  - 道西里が道西洞に昇格。
  - 新元里が新元洞に昇格。
  - 関門里が関門洞に昇格。
  - 鴨江里が鴨江洞に昇格。
  - 新豊里が新豊洞に昇格。
- 1957年 (30洞)
  - 槿花洞・寒梅洞・雪竹洞の各一部が青松洞に編入。
  - 青松洞の一部・寒梅洞の残部・雪竹洞の残部が槿花洞に編入。
- 1961年 (26洞4里)
  - 義州郡上端里・下端里、光城郡麻田里・仙上里・正門里を編入。
  - 道西洞が新元洞・本府洞に分割編入。
  - 敏先洞が白雲洞に編入。
  - 槿花洞が白砂洞に編入。
  - 南上洞が南中洞に編入。
  - 正門里が仙上里に編入。
  - 鴨江洞・本府洞の各一部が解放洞に編入。
  - 本府洞・白雲洞の各一部が新元洞に編入。
  - 彩霞洞・南中洞の各一部が弥勒洞に編入。
  - 新元洞の一部が本府洞に編入。
  - 白砂洞の一部が青松洞に編入。
  - 東下洞の一部が彩霞洞に編入。
  - 弥勒洞の一部が改革洞に編入。
  - 解放洞の一部が平和洞に編入。
  - 東中洞の一部・東下洞の残部が合併し、南上洞が発足。
  - 関門洞が東下洞に改称。
  - 白砂洞の一部・東中洞の残部が合併し、関門洞が発足。
  - 東上洞の一部が分立し、東中洞が発足。
  - 無水洞・紡績洞が合併し、水門洞が発足。
  - 東面洞の一部が分立し、親善洞が発足。
  - 製紙洞および東面洞の残部・新豊洞の一部が合併し、紡織洞が発足。
- 1963年 - 光城郡光城邑・白土里・送鷴里・塔里・中斉里・郷校里・三龍里・土城里・柳草里・城西里・南敏里・石下里・楽園労働者区を編入。(30洞13里)
  - 光城邑の一部が分立し、柳上洞・蓮上洞が発足。
  - 光城邑の残部・白土里の一部が合併し、瓦耳洞が発足。
  - 塔里が送鷴里に編入。
  - 楽園労働者区が楽園洞に昇格。
  - 新豊洞・麻田里が合併し、麻田洞が発足。
- 1967年 (34洞13里)
  - 白砂洞の一部が分立し、槿花洞が発足。
  - 青松洞の一部が分立し、駅前洞が発足。
  - 南上洞・南中洞の各一部が合併し、南西洞が発足。
  - 蓮上洞・瓦耳洞の各一部が合併し、豊西洞が発足。
- 1976年 - 楽園洞の一部が分立し、楽清洞が発足。(35洞13里)
- 1981年 - 郷校里が三橋里に改称。(35洞13里)
- 1989年 - 光明区域・江岸区域・南区域を設置。(3区域43洞9里)
  - 義州郡煙下労働者区および弘南里の一部が合併し、煙下洞が発足。
  - 義州郡西湖里の一部が分立し、多智里が発足。
  - 仙上里が仙上洞に昇格。
  - 南敏里が南敏洞に昇格。
  - 送鷴里が送鷴洞に昇格。
  - 石下里が石下洞に昇格。
  - 白土里が白土洞に昇格。
  - 楽園洞が分割され、楽園一洞・楽園二洞が発足。
  - 楽清洞が分割され、楽清一洞・楽清二洞が発足。
  - 関門洞・南上洞・麻田洞・東下洞・東中洞・東上洞・親善洞・紡織洞・上端里・下端里・仙上洞・多智里・煙下洞をもって、光明区域を設置。
  - 鴨江洞・新元洞・本府洞・青松洞・駅前洞・白砂洞・槿花洞・彩霞洞・弥勒洞・南中洞・南下洞・南西洞・白雲洞・改革洞・南松洞・新南洞・解放洞・平和洞・新浦洞・敏浦洞・水門洞・南敏洞・柳草里・城西里をもって、江岸区域を設置。
  - 蓮上洞・柳上洞・瓦耳洞・楽清一洞・楽清二洞・楽園一洞・楽園二洞・豊西洞・送鷴洞・石下洞・中斉里・三橋里・三龍里・土城里・白土洞をもって、南区域を設置。
- 1990年 - 弥勒洞が五一洞に改称。(3区域43洞9里)
- 1991年 - 江岸区域・南区域・光明区域を廃止。(46洞9里)
  - 親善洞が分割され、親善一洞・親善二洞が発足。
  - 柳上洞が分割され、柳上一洞・柳上二洞が発足。
  - 蓮上洞が分割され、蓮上一洞・蓮上二洞が発足。
  - 解放洞の一部が鴨江洞に編入。
- 1994年 (49洞9里)
  - 石下洞が分割され、石下一洞・石下二洞が発足。
  - 豊西洞が分割され、豊西一洞・豊西二洞が発足。
  - 煙下洞の一部が分立し、古城洞が発足。
- 2002年9月12日 - 市域の一部が新義州特別行政区に指定される。(49洞9里)
  - 指定される地域は関門洞・本府洞・新元洞・駅前洞・青松洞・槿花洞・白砂洞・白雲洞・彩霞洞・五一洞・鴨江洞・南上洞・南西洞・南中洞・南下洞・改革洞・解放洞・平和洞・敏浦洞・南松洞・新南洞・新浦洞・水門洞・南敏洞・東下洞・東中洞・東上洞・親善一洞・親善二洞・紡織洞・麻田洞・下端里・上端里・多智里・城西里および仙上洞・煙下洞・送鷴洞・柳上一洞・蓮上一洞・白土洞・土城里・柳草里の各一部である。

#### 光城郡
この節の出典
- 1954年 - 平安南道新義州市南敏里・送鷴里・柳下里・石下里・柳上里・塔里・白土里・柳草里および麻田里の一部、義州郡仙上里および正門里の一部、龍川郡城西里・土城里・楽元里・三龍里・倉浦里および山斗里の一部、枇峴郡三上里・中斉里・郷校里をもって、光城郡を設置。(1邑17里)
  - 柳下里・柳上里・白土里の各一部が合併し、光城邑が発足。
  - 柳下里の残部が白土里に編入。
  - 柳上里の残部が塔里に編入。
  - 山斗里が三龍里に編入。
- 1957年 - 楽元里が楽園労働者区に昇格。(1邑1労働者区16里)
- 1958年 - 倉浦里が光城邑・楽園労働者区・土城里に分割編入。(1邑1労働者区15里)
- 1961年 - 正門里・麻田里・仙上里が新義州市に編入。(1邑1労働者区12里)
- 1963年 - 光城郡廃止。
  - 光城邑・白土里・送鷴里・塔里・中斉里・郷校里・三龍里・土城里・城西里・柳草里・南敏里・石下里・楽園労働者区が新義州市に編入。
  - 三上里が枇峴郡に編入。

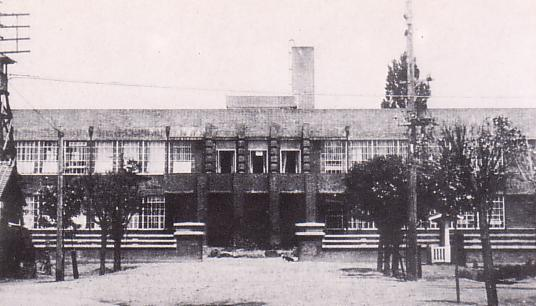
旧新義州府庁舎

## 産業
化学工業や機械工業が盛んである。化学兵器製造工場もあるとされる。
日本統治時代には王子製紙の工場があった。

## 交通

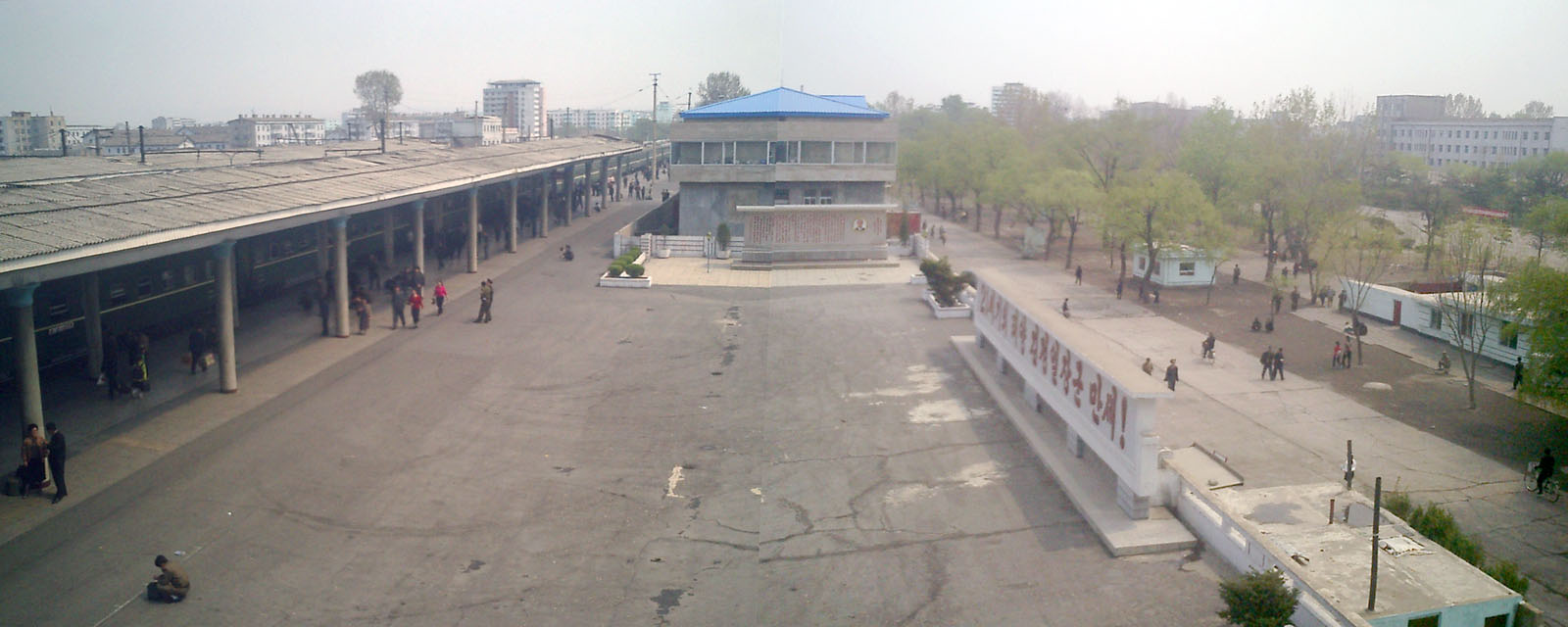
新義州駅の駅舎より南東方向を望む(2007)

平義線（京義線）の終点で、北京への国際列車K27/28次列車の経由駅である新義州青年駅がある。鉄道は、新義州青年駅の先で鴨緑江の鉄橋（中朝友誼橋）を渡り、中国の遼寧省・丹東市へと繋がっている。
- 平義線
  - 楽元駅 - 南新義州駅 - 新義州青年駅
- 江岸線
  - 新義州青年駅 - 江岸駅
- 白馬線
  - 石下駅 - 南新義州駅
- 徳峴線
  - 南新義州駅 - 正門里駅
- 石下里線
  - 石下駅 - 石下里駅

郊外には義州飛行場および新義州飛行場が存在するが、後者は専らヘリポートとして用いられる。

## 文化・観光
- 中朝友誼橋
  - 中朝友誼橋のたもとに遊園地があるが、遊具は止まったままと思われる。
- 威化島

近年は中国人の新義州への日帰り観光が盛んに行われている。日本人は新義州単独での観光は許可されていないものの先に平壌を訪れた帰路であれば下車して滞在、観光することができる（ただし日朝間では国交正常化が実現していない）。
- メーデーで賑わう鴨緑江沿いの公園(2007)
- 断橋の橋脚の先に見える観覧車
- 丹東から見える新義州。煙突は旧王子製紙工場。

## 出身者
- 孫基禎 - マラソン選手、1912年生まれ。
- 古山高麗雄 - 作家、1920年生まれ。